# David R. Skillman
David R. Skillman (né en 1945) est un astronome américain.
Le Centre des planètes mineures le crédite de la découverte de dix-sept astéroïdes, toutes effectuées entre 2004 et 2009.
L'astéroïde (70720) Davidskillman est nommé en son honneur.
| (187638) Greenewalt    | 11 février 2007  |
| (256547) Davidesmith   | 22 avril 2007    |
| (300221) Brucebills    | 10 décembre 2006 |
| (311785) Erwanmazarico | 19 octobre 2006  |
| (330420) Tomroman      | 11 février 2007  |
| (341359) Gregneumann   | 14 octobre 2007  |
| (345971) Marktorrence  | 14 octobre 2007  |
| (417955) Mallama       | 14 octobre 2007  |
| (436149) Edabel        | 7 novembre 2007  |